# Видиане
Видиане (англ. Vidiian) — раса из вымышленного мира сериала «Звёздный Путь: Вояджер», тяжело страдающая от, вероятно, врождённой болезни — биофага (англ. Vidiian Phage), разъедающей их тела и уничтожающей внутренние органы. Для других рас биофаг не заразен. Чтобы выжить, видиане превратились в охотников за органами, которые они извлекают у инопланетян и пересаживают себе. Видианe — крайне продвинутая в вопросах медицины цивилизация. Первая встреча с видианами произошла, когда Ниликс и энсин Гарри Ким разведывали залежи руды дейтерия на небольшом астероиде. Видиане, заманив Ниликса глубже в пещеры, обезвредили его с помощью дизраптора и удалили его лёгкие. Службе безопасности Вояджера удалось обезвредить похитителей, но лёгкие Ниликса были уже трансплантированы одному из нападавших видиан. Доктор, борясь за жизнь талаксианина, создал временную голографическую замену лёгким, но это было временное решение. Ниликсу требовалась срочная пересадка лёгких, но его собственные лёгкие были генетически изменены видианами и не могли быть пересажены назад, а из экипажа Вояджера никто не подходил для трансплантации. Схваченные службой безопасности видиане в благодарность за свободу предложили помощь в пересадке лёгких Ниликсу, если кто-либо из экипажа согласится пожертвовать одним лёгким. Обладая превосходящими медицинскими технологиями, видиане легко адаптировали иммунную систему Ниликса под лёгкое Кес, которая согласилась отдать одно лёгкое любимому человеку.
Также видиане смогли разделить генетически Б’Эланну Торрес (женщину — гибрид человека и клингона) на два разных тела — полного человека и клингона. Тем не менее, клингон Б’Эланнa погибла, а Доктор был вынужден вновь адаптировать клингонские ДНК в связи с тем, что полностью человеческий организм не мог самостоятельно существовать долгое время из-за неполного генома клеток. Вояджер сталкивался с Видианами несколько раз. Доктор имел своего рода романтические отношения с одной из представительниц этой расы, доктором Дэнарой Пэл, которая попала на Вояджер в предсмертном состоянии. Доктор с помощью Б’Эланны, предоставившей свой генетический материал, смог на время стабилизировать состояние видианки и воссоздать её голографический образ, который позволил ей на короткий период вновь обрести внешность, которую она имела до инфицирования биофагом. Впоследствии она помогла вылечить капитанa Джейнвэй и Чакотая от болезни, из-за которой они были вынуждены оставить Вояджер и поселиться на планете, которая защищала капитанa Джейнвэй и её старпома Чакотая от дальнейшего развития заболевания.
Капитан Джейнвэй старалась избегать встреч с видианами: «Я что-то не чувствую себя в настроении отдать свои органы» — одна из её фраз.
Несколько раз видиане атаковали Вояджер; одно из нападений привело к гибели корабля, однако его двойник, возникший при проходе через флуктуацию, смог продолжить путь.
В 20-м эпизоде 5-го сезона — «Исследовательский центр» — один из учёных, Корос, заявил, что их команда учёных, специализирующихся на невыполнимых задачах, смогла найти и синтезировать средство для лечения видианского биофага.

## Появление в сериале

### Звёздный путь: Вояджер
Видиане появляются как противники Звёздного флота во время первых двух сезонов сериала «Звёздный путь: Вояджер». Экипаж звездолёта Вояджер NCC-74656 впервые сталкивается с инопланетным видом в эпизоде первого сезона «Биофаг», в котором у талаксианина Ниликса (играет Итан Филлипс) два видианина Дерет (играет Калли Фредриксен) и Мотурой (играет Стивен Раппапорт) украли лёгкие. После преследования Видиан капитаном Кэтрин Джейнвэй (играет Кейт Малгрю) те объясняют, что весь их вид был заражен пандемией, известной как фаг. Они разработали передовые медицинские технологии для удаленного сбора органов непосредственно из живых гуманоидов, для остановки прогрессирования фага, который заставляет ткани распадаться на клеточном уровне. Мотура сообщает Джейнвэй, что он уже имплантировал легкие Ниликса в свое собственное тело, и они не могут быть удалены, не убив его, на что он соглашается. Столкнувшись с моральной дилеммой, Джейнвэй отказывается от его предложения и позволяет Дерету и Мотуре уйти. Она приказывает им сказать другим Видианам, что любая попытка похитить органы у экипажа «Вояджера» будет пресекаться смертью нападавшего. Дерет и Мотура выполняют операцию и адаптируют легкое от окампа Кес (играет Дженнифер Льен), романтического партнера Окампы и Ниликса, чтобы сделать совместимое пожертвование, согласованное с физиологией Ниликса. Они смогли успешно имплантировать легкое в тело Ниликса.

Представительница расы видиан — доктор Дэнара Пэл. Голографическая оболочка, временно реконструированная Доктором в эпизоде 2.19, показывает, как могла бы выглядеть Дэнара Пэл, если бы не была инфицирована фагом в раннем детстве.

В эпизоде первого сезона «Лица» лейтенанты Том Пэрис (играет Роберт Дункан Макнил), Б'Эланна Торрес (играет Роксанн Доусон) и Питер Дурст (играет Брайан Маркинсон) были похищены Видианами. Парис и Дурст вынуждены работать в шахтах, ожидая, пока их органы будут изъяты. Видианский главный хирург Сулан (также в исполнении Макнилом) экспериментирует на клингоне Торрес, чтобы найти лекарство от фага, так как ее Клингонская генетическая структура имеет иммунитет к болезни. Процедура разделяет Торрес на два тела (чистокровный Клингон и чистокровный человек); Сулан проводит дальнейшие эксперименты на Клингоне Торресе, в то время как человек Торрес вынужден работать в шахтах. Сулан убивает Дерста и накладывает его лицо поверх своего. Командер Чакотай (играет Роберт Белтран), лейтенант-коммандер Тувок (играет Тим Расс) и прапорщик Гарри Ким (играет Гаррет Ван), которые сформировали поисковую группу для поиска пропавших членов экипажа, при встрече с вооруженной охраной вынуждены были повернуть назад. Чакотай, однако, возвращается, и замаскированный как Видианский охранник с помощью Тувока и Доктора (играет Роберт Пикардо), помогает спасти Торрес; Доктор объединяет обе версии Торрес вместе.
Во время спасательных работ экипаж отвечает на сигнал бедствия и пытается помочь Видианскому ученому Данаре Пэлу (играет Сьюзан Диол). Доктор создает голографическое тело для Пэл, чтобы работать с ней над разработкой лекарства от фага. Несмотря на плохое обращение Видиан с Торрес в «Лицах», она соглашается предоставить образец своей клингонской ДНК для их экспериментов. Во время совместной работы у Доктора появляются романтические чувства к Пэлу, и пара идет на свидание в голодеке. Когда состояние Пэл стало ухудшаться, она решает остаться в своем новом голографическом теле, чтобы продолжать отношения с Доктором, вместо того, чтобы возвратиться в свое собственное опустошенное фагами тело. Доктор убеждает Пэл перенести сознание обратно в ее тело, и пара танцует, прежде чем Пэл улетит с «Вояджера».
Видиане немного появляются в сериях «Тупик» и «Решение». В «Тупике» Джейнвэй приказывает Тому Пэрису направить «Вояджер» в туманность, чтобы из не обнаружили с двух соседних Видианских планет. Звездолёт и его экипаж дублируются из-за пространственно-временного разлома. Несколько Видиане нападают на одну из копий «Вояджера» и забирают жизненно важные органы у членов его экипажа. Джейнвэй, капитан захваченного корабля, останавливает вторжение, самоуничтожая «Вояджера». Это убивает Видиан и экипаж «Вояджера», за исключением Гарри Кима и новорожденной Наоми Вайлдмен; Ким и Уайлдмен, их коллеги умерли, успевают поменять корабли до завершения самоуничтожения. Пэл в «Решении» возвращается, чтобы обеспечить лечение для Джейнвэй и Чакотэй, которые заражены неизлечимой болезнью. Другие Видианцы пытаются атаковать из засады во время обмена, но «Вояджеру» удается убежать с сывороткой для Джейнвэй и Чакотая.
Видиане упоминаются и появляются в нескольких других эпизодах. В серии «Ко́да» Джейнвэй оказывается пойманной в петлю времени после того, как группа Видиан убивает ее во время миссии. Все переживания Джейнвэй во временной петле, а также ее смерть, объясняются как результат галлюцинаций, вызванных инопланетянином, замаскированным под дух ее мертвого отца, Адмирала Джейнвэй (Лен Кариу). В серии «Исследовательский центр» Джейнвэй узнает, что лекарство от фага было разработано комитетом инопланетных интеллектуалов. Видиане последний раз появляются во время альтернативной временной шкалы в эпизоде «Ярость». В нём Кес возвращается на «Вояджер» (она уехала в начале четвертого сезона, когда развитие ее псионических сил угрожало звездолёту и его команде). Она забыла причину своего более раннего отъезда, обвиняя во всём команду. После путешествия в прошлое, она связывается с Видианами и говорит им, что она поможет им захватить «Вояджер», если они отправят её прошлое обратно на родную планету. Будущая версия Кэс убита Джейнвэй во время нападения Видиан, а прошлая версия оставляет голографическое сообщение, чтобы предотвратить события. Последний раз Видиане упоминаются в эпизоде шестого сезона «Добрый пастырь», как один из чужеродных видов, которые угрожали «Вояджеру» в прошлом.

### В других источниках
Видиане появились в оригинальной фантастике, основанной на франшизе «Звёздный путь». Например, в рассказе «Тени небес» Данара Пэл попадает в плен к инопланетному виду, который жаждет отомстить Видианам за их прошлые операции по сбору органов. Кесс спасает Пэл, используя свои псионические способности. В альтернативной Вселенной, представленной в рассказе «Места изгнания», доктор и Пэл создают лекарство от фага. В этой интерпретации Видиане формируют более дипломатическую связь с экипажем «Вояджера» и обещают помочь ускорить их возвращение в Альфа-Квадрант.
После их дебюта было также выпущено несколько товаров, связанных с Видианами. В 1996 году экшн-фигурка Видианина была выпущена в рамках второй волны товаров Playmates Toys «Звёздный путь». Фигура Видианского звездолёта была выпущена WizKids. Видиане не были представлены в игре Star Trek Online, массовой многопользовательской онлайн-ролевой игре (MMORPG), но писатель из Cryptic Studios представил в статье 2013 года, что они могут быть одним из потенциальных инопланетных видов, которые будут включены в будущие обновления.

## История и культура
Во вселенной «Звёздного Пути», примерно за 2000 лет до прибытия «Вояджера» в Дельта-Квадрант, Видийское уединение было культурой, движимой «педагогами, художниками и исследователями». Книга «Звёздный путь: Звёздные Карты» определяет родной мир Видийцев как Видия Прайм, центральную планету системы Видия и планету класса М. Распространение фага, в результате которого ежедневно умирали тысячи Видийцев, подтолкнуло инопланетную расу собирать органы и ткани с трупов, а также с живых существ.
Видийцы разработали передовые медицинские технологии для противодействия распространению и прогрессированию болезни, такие как использование ими «комбинированного оружия, медицинского сканера и хирургического инструмента» и знание иммуногенности. Они также экспериментировали на других чужеродных видах в попытке найти лекарство от фага. Видийцы разработали методы межвидовой трансплантации органов. Несмотря на технологические достижения, этот чужеродный вид, как показано, не знаком с голографической технологией и двигателями, работающими на .
Культура Видийцев также меняется в результате воздействия фага. В Видийском обществе человек нанимал специалиста или хонатту, чтобы найти необходимые органы или ткани. Длительные периоды контактов или групповые встречи решительно не поощряются для предотвращения дальнейшего распространения фага, и инфицированные избегаются здоровыми Видийцами из страха заражения. Видийцы также захватывают другие виды животных, чтобы работать на них в качестве рабов, по добыче полезных ископаемых. В годы, последовавшие за встречей «Вояджера» с Видийцами, но до их возвращения на Землю, комитет инопланетных интеллектуалов, известный как мозговой центр, утверждал, что вылечил фага.

## История образа

### Концепция и создание

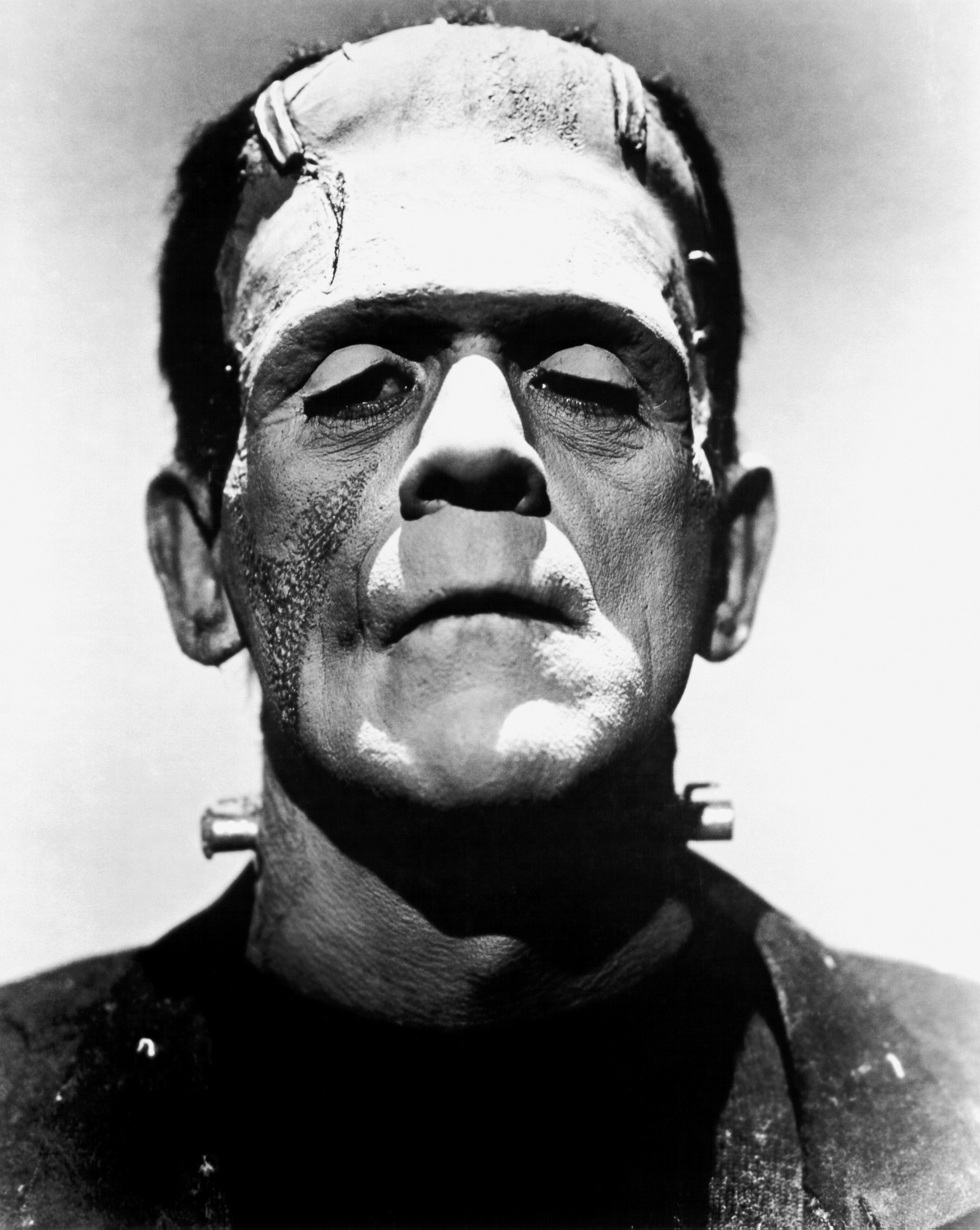
Концепция и дизайн Видиан были частично вдохновлены чудовищем Франкенштейна

До объявления о новом воплощении «Звездного пути» соавторы «Звездного пути: Вояджер» Рик Берман, Майкл Пиллер и Джери Тейлор придумали основную концепцию и персонажей во время секретных совещаний по развитию. Тейлор, Пиллер и продюсер Брэннон Брага разработали концепцию, лежащую в основе фагов и мотивов видиан для извлечения органов, при этом пытаясь ответить на следующие вопросы: «Кто интересен? Что интересно? Какая повестка дня нам интересна?» По словам Тейлора, видиане были впервые созданы на основе «идеи культуры, умирающей от неизлечимого вируса, которыая пойдет на всё, чтобы сохранить свою жизнь и свой вид».
Первоначально Тейлор предполагал видиан, напоминающих цивилизацию майя, особенно в отношении практики человеческих жертвоприношений и каннибализма. Брага, однако, сказал, что это чужеродно европейской истории, поставив под вопрос, использовали бы европейцы аналогичные методы, если бы бубонная чума сохранилась как пандемия. Брага рассказал, что видиане были частично вдохновлены романом Мэри Шелли «Франкенштейн», подчеркнув, что он хотел изобразить их сочувствующими. В своей книге «Звездный путь: параллельные рассказы» Крис Грегори связывает развитие видиан со склонностью Браги к жанру ужасов.
Во время написания и разработки эпизода «Faces» исполнительный редактор истории Кеннет Биллер столкнулся с трудностями при написании главного видийского персонажа как сочувствующего злодея. Он обратил внимание на подход Джина Родденберри к изображению антагонистов во франшизе «Звездный путь»: «Злодеи никогда не должны быть явно злыми. У них может быть набор ценностей, который отличается от наших собственных, но будьте осторожны, чтобы не сделать их закручивающими усы злодеями.» Тейлор использовал следующее описание, чтобы резюмировать подход к чужеродным видам:
Мы думали, что идея расы, которая совершает невыразимо ужасные вещи, но делает их просто потому, что они пытаются выжить, была очень сложной повесткой дня [....] Если вы начнете с такой предпосылки, то становится невозможно сделать персонажи полностью злыми, потому что их мотивация полностью понятна. Во всяком случае, будет еще страшнее, если вы поймете, что под этим гротескным, деформированным телом скрывается некогда молодой, сильный и красивый.
Первоначально названный «Фагами», продюсеры шоу изменили название инопланетного вида на «Вафораны». После занаписания сценария для дебютного эпизода, название вида было изменено на «Vidiians», чтобы предотвратить возможные проблемы с произношением для актеров. Представленные в первом сезоне, видиане были разработаны как один из трех новых чужеродных видов, которые можно было использовать в качестве повторяющихся антагонистов; двумя другими были казоны и сикарианцы. История Видин и Казонцев развивалась в более поздних эпизодах, в то время как сикарианцы появляются только в эпизоде «Основные факторы».
Благодаря сотрудничеству с научным консультантом Андре Борманисом производители установили фаг как бактериофаг. Во время передачи, включенной в DVD-релиз второго сезона сериала, Броманис объяснил, что сценаристы и продюсеры уделили пристальное внимание воображению вируса, который, вероятно, мог бы почти истребить целый вид. И Пиллер, и Брага положительно отреагировали на концепцию видиан Тейлора. Пиллер рассматривал идею «инопланетной культуры, которая представляет собой цивилизованный народ, который вынужден делать нецивилизованные вещи, чтобы выжить» как необычный сюжетный мповорот. Брага согласился с оценкой Пиллера, сказав: «Очень редко можно наткнуться на что-то, что имеет реальный резонанс». Писатель-фрилансер Скай Дент, которая помогла с первоначальным развитием видиан, объяснила: «[E] хотя они знали, что то, что они делают, было неправильным с точки зрения фактических действий, они были убеждены, что, поскольку их культура выше, то убийство людей и извлечение их органов полностью оправдано».

### Образ
Супервайзер по макияжу Майкл Уэстмор принимал активное участие в создании образа . Тейлор тесно сотрудничал с Уэстмором, для горантии того, чтобы видиане не походили на предыдущие инопланетные виды, показанные во франшизе «Звёздный путь»>. По словам Уэстмора, сценарий серии «Фаги» предполагал вид выглядящий как «раса людей, чья кожа и органы гниют». Мастера макияжа положили в основу дизайна видиан похожим на лоскутное одеяло, особенно в отношении того, что их тела состояли из различных собранных частей тела и органов, а также их собственной разлагающейся кожи.
Протезный макияж, созданный как маска, покрывающая всю голову актера, включает в себя части других инопланетных видов, таких как талаксиане и казоны, чтобы отразить долгую историю видиан по извлечению органов у гуманоидов в различных областях мира в Дельта-квадранте. Наряду с маской актеры, изображавшие видиан, носили контактные линзы и зубные протезы. Роберт Белтран сказал, что чувствовал себя некомфортно, снимаясь в лицевой маске во время съемок замаскированного Чакотая в серии «Лица». Он описал протез как «огрубевшее, израненное лицо, из-за которого [он] чувствовал себя очень уязвимым как личность», и рассматривал это как актерский вызов.
После длительного кастинга на роль Данары Пел была выбрана американская актриса Сьюзан Диол. Диол ранее появлялся в эпизоде «Кремниевый аватар» сериала «Звёздный путь: Следующее поколение» в роли инженера Кармен Давила. Роберт Пикардо похвалил ее игру, отметив, что она «чудесным образом обошла все ловушки этой роли, в которых было жалко». Тейлор описал Данару Пел как способную исследовать мораль, лежащую в основе лечения неизлечимо больных людей, в то время как Пикардо подошел к персонажу как к размышлению о роли внешнего вида в романтических отношениях. Он объяснил свою интерпретацию романа Доктора с Пел:
Он влюбляется в настоящую, ужасающе деформированную, а не в это красивое сияющее голографическое существо, заключенное внутри неё. Итак, есть [...] аналогии с жизнью в открытиях Доктора - в этом конкретном случае, научиться любить внутреннего человека и не отвлекаться в любви на чью-то внешность.

## Отклики

### Реакция актёров и команды
Первое появление видиан в серии «Фаги» получил в основном положительные отзывы от актерёв и съемочной группы «Вояджера». Кейт Малгрю похвалила момент, когда Джейнвей пришлось выбирать между «принесением в жертву лёгких Неликса или предоставлением возможности выживать другому виду». Она считала, что первоначальные трудности Джейнвей при подходе к видианам на предмет этики демонстрируют уровень «остроты» . Обсуждая инопланетные виды, появившиеся в первых сезонах «Вояджера», Уэстмор сказал, что он обнаружил, что видиане обладают наиболее привлекательным дизайном. Он охарактеризовал их как «самые интересные из тех, с кем мы столкнулись в плане новой концепции и внешнего вида, и чего-то совершенно другого». Тейлор похвалил работу Уэстмора, представляющую видийан как «поистине ужасно выглядящих людей», не превращая их в плоских или статичных персонажей. Скай Дент была более критически настроена по поводу серии, заявив, что изменения, внесённые в её первоначальный вариант сценария, ослабили эффективность инопланетных видов как антагонистов. Она чувствовала, что они «просто казались мне очень слабыми, даже несмотря на то, что остался тот же диалог, что и у меня».
Продюсеры и сценаристы сериала также прокомментировали включение видиан в серию «Лица». Пиллер, Брага и Тейлор похвалили решение исполнительного продюсера Рика Бермана переформатировать сюжетную линию Торреса с включением видиан. Дент была впечатлена показом инопланетного вида в этой серии и почувствовала, что получилось лучше первоначального замысла. Обсуждая образ видиан, Биллер выделил сцену, в которой видианский ученый Сулан трансплантирует лицо лейтенанта Питера Дерста (которого также играет Маркинсон), и назвал это «моим классическим моментом в первом сезоне« Вояджера».

### Приём критиков
Видийцы получили положительные отзывы телевизионных критиков. Марк Бакстон с веб-сайта «Den of Geek!» включил видиан в свой список 50 лучших инопланетных форм жизни во вселенной «Звездного пути», назвав их «кошмарами Уэса Крейвена». Комментируя эпизод «Lifesigns», Мишель Эрика Грин из TrekToday подвергла сомнению решение сериала сосредоточиться на Казанах и описала видиан, как более подходящего и убедительного кандидата на роль главных антагонистов в течение первых двух сезонов. В передаче «Today» Ри Хайнс назвал видиан одними из величайших злодеев «Звездного пути», написав, что «их метод извлечения органов усилил фактор страха» и сделал их несимпатичными.
Джамал Эпсикохан из «Обзоров Джаммера» похвалил развитие видиан в «Лицах», написав, что они изображались как сложные злодеи. Несмотря на то, что он чувствовал, что видийане имеют убедительную предпосылку, он критиковал их повторное появления как отвлекающее от сюжетной линии о пропавшей команде по пути домой. Джульетта Харрисон из «Den of Geek!» оценил вигру Сьюзан Диол в роли Данары Пел как одно из десяти лучших ролей гостя на «Звёздном пути: Вояджере». Харрисон похвалил сюжетную линию Пела за то, что она изображает «продолжающееся влияние хронической болезни на самоощущение больного»; для Харрисона Диол подошел к роли через «тщательно заниженную, но искреннюю реакцию на её ситуацию».

### Реакция научной среды
Ряд ученых определили видиан как потенциально неблагоприятно влияющих на общественные знания и восприятие научных проблем, включая генетику и донорство органов. Кларенс Спигер и его коллеги, изучая восприятие студентами донорства органов, выделили видиан, как пример проблемного источника информации по теме на телевидении, средства массовой информации, которое многие участники определили как ключевой источник для своего понимания. «Мы можем только предполагать, - писали они, - что на ответы студентов косвенно или подсознательно можно повлиять через просмотр таких программ».
Литературный критик Джон Кеннет Мьюир писал, что видиане были примером преобладания сюжетных ходов об извлечении органов в научной фантастике, сравнивая их с персонажами британских телешоу «НЛО», «Космос: 1999» и «Семёрка Блейка». Он также поставил под сомнение связь между сюжетными линиями, таких как видиане, до распространения городских легенд, связанных с торговлей органами. В своей книге 2016 года «Политика Звёздного пути» политолог Джордж А. Гонсалес утверждал, что видийане послужили критикой реальной политики. Он описал чужеродный вид как построенный на «интерсубъективном соглашении, которое не признает права других на их тела / органы».
Ученый Карин Блэр интерпретировала танец Доктора с Пел, который она описала как «видиевскую« коллекцию запчастей», как один из примеров того, как «Вояджер» сосредоточился на «более ограниченном слове, стабильном жилище или воспоминаниях о доме», а не на акцент на «плюрализме и неограниченном разнообразии» в сериалах «Звёздный путь: Оригинальный сериал» и «Звёздный путь: Следующее поколение». Блэр написала, что Пел позволила взглянуть на внешний вид видиан до Фага, отметив, что у неё был более сильный набор моральных принципов, чем у видиан, представленных в предыдущих сериях.

## Технологии

Видианский дизраптор — оружие, трикодер и хирургический трансплантатор, используемый расой видиан в качестве инструмента при охоте на донорские органы.

Видианe технологически высокоразвиты очень односторонне. Несмотря на то, что медицинские технологии (особенно в области трансплантологии) очень развиты (видианe, в частности, решили проблему отторжения донорских органов), остальные технологии соответствуют технологическому уровню Земли середины XXII столетия (время действия сериала «Звёздный путь: Энтерпрайз»). В частности, видианe незнакомы с голографической технологией, не имеют репликаторов или близкой к ним технологии и вместо тяговых лучей используют механические захваты (подобно первым варповым кораблям NX класса в «Звёздный путь: Энтерпрайз»).